# Diego Céspedes
Diego Andrés Céspedes Maturana (Puente Alto, Chile; 25 de septiembre de 1998) es un futbolista chileno. Juega de defensa y su equipo actual es el Cobresal de la Primera División de Chile.

## Trayectoria
Nacido en Puente Alto, Céspedes tuvo un breve paso en las inferiores de la Universidad de Chile, y tras ser liberado se incorporó al equipo sub-16 de Cobresal.
Para la temporada 2019 fue cedido a Colchagua en la segunda división.

## Estadísticas
| Club              | Div.          | Temporada     | Liga  | Liga  | Copas nacionales | Copas nacionales | Torneos internacionales | Torneos internacionales | Total | Total |
| Club              | Div.          | Temporada     | Part. | Goles | Part.            | Goles            | Part.                   | Goles                   | Part. | Goles |
| ----------------- | ------------- | ------------- | ----- | ----- | ---------------- | ---------------- | ----------------------- | ----------------------- | ----- | ----- |
| Cobresal · Chile  | 1.ª           | 2017          | 5     | 0     | 0                | 0                | —                       | —                       | 5     | 0     |
| Cobresal · Chile  | 1.ª           | 2018          | 3     | 0     | 4                | 0                | —                       | —                       | 7     | 0     |
| Colchagua · Chile | 3.ª           | 2019          | 14    | 0     | 1                | 0                | —                       | —                       | 15    | 0     |
| Colchagua · Chile | Total club    | Total club    | 14    | 0     | 1                | 0                | 0                       | 0                       | 15    | 0     |
| Cobresal · Chile  | 1.ª           | 2020          | 15    | 0     | 0                | 0                | —                       | —                       | 15    | 0     |
| Cobresal · Chile  | 1.ª           | 2021          | 12    | 0     | 2                | 0                | —                       | —                       | 14    | 0     |
| Cobresal · Chile  | 1.ª           | 2022          | 19    | 0     | 3                | 1                | —                       | —                       | 22    | 1     |
| Cobresal · Chile  | 1.ª           | 2023          | 20    | 0     | 4                | 1                | 1                       | 0                       | 25    | 1     |
| Cobresal · Chile  | 1.ª           | 2024          | 7     | 1     | 0                | 0                | 1                       | 0                       | 8     | 1     |
| Cobresal · Chile  | Total club    | Total club    | 81    | 1     | 13               | 2                | 2                       | 0                       | 96    | 3     |
| Total carrera     | Total carrera | Total carrera | 95    | 1     | 14               | 1                | 2                       | 0                       | 111   | 3     |
| 1. 2.             |               |               |       |       |                  |                  |                         |                         |       |       |